# Герб Путильского района
Герб Путильского района — официальный символ Путильского района, Черновицкой области Украины, утвержденный 27 декабря 2007 года решением районного совета.

## Описание
Щит скошен слева. На первом золотом поле зеленая ель. На втором зеленом поле золотой карпатский олень. Щит обрамлен венком из еловых веток, обвитым сине-желтой лентой, на фоне, которой над щитом, размещен золотой буковый орешек. Под щитом золотая лента с надписью "Путильский район".